# Felip I de Borgonya
Felip I de Borgonya, dit Felip de Rouvres, (Rouvres, 1345 - Rouvres 1361), va ser comte de Borgonya i Artois (1347-1361); duc de Borgonya (1349-1361), i comte d'Alvèrnia i Boulogne (1360-1361). Fou l'últim duc de la Dinastia Capet.

## Orígens familiars
Nasqué l'agost de 1345 sent l'únic fill de l'infant Felip de Borgonya i Joana d'Alvèrnia. Era net per línia paterna del duc Eudes IV de Borgonya i la comtessa Joana III de Borgonya, i per línia materna del comte Guillem XII d'Alvèrnia i Margarida d'Evreux. Felip va succeir a la seva àvia al comtat de Borgonya (Franc Comtat) i Artois quan només tenia un any. Va succeir al seu avi quan només tenia tres anys. El seu pare difunt era fill únic d'Odó IV, duc de Borgonya, i de Joana III de Borgonya, comtessa de Borgonya i Artois.

## Núpcies i descendents
El 14 de maig de 1357 es casà a Lilla amb la comtessa Margarida III de Flandes. D'aquesta unió no tingueren descendents.

## Ducat de Borgonya
Fou el successor de la seva àvia el 1346 i del seu avi, per la prematura mort del seu pare el 1349.
Durant la seva minoria d'edat va governar els seus estats el segon espòs de la seva mare, el futur rei Joan II de França. La derrota d'aquest a la batalla de Poitiers de 1356 provocà que la seva mare, que es va convertir en reina de França després de tornar-se a casar amb el rei Joan II de França, governes Borgonya com a tutora de Felip fins a la seva mort el setembre de 1360.
A la seva possessió del ducat, Felip I governava el ducat de Borgonya i bona part d'Alvèrnia, així mateix l'Artois i el Franc Comtat, com herència aquests del comtat de Borgonya. Pel seu matrimoni aconseguí Flandes, Nevers, Rethel, Anvers, Brabant i Limburg.
El 21 de novembre de 1361, a l'edat de 15 anys, Felip va morir, ja sigui per la pesta o per les ferides patides en un accident d'equitació, abans que pogués consumar el seu matrimoni amb Margaret. Amb la seva mort, el rei Joan II de França va reclamar el ducat per al regne de França, fent del seu fill petit Felip II de Borgonya (El temerari), tinent general reial el 27 de juny de 1363 i duc de Borgonya el juny de 1364.